# 右岸ウクライナ
右岸ウクライナ（うがんウクライナ；ウクライナ語：Правобережна Україна）は、ドニプロ川の右岸に広がるウクライナの歴史的地名である。現在のキーウ州とチェルカースィ州の西部、ジトーミル州、キロヴォフラード州、ヴィーンヌィツャ州、フメリニツキー州にあたる地域である。

## 概要
「右岸ウクライナ」という地名は17世紀後半以降の史料で見られる。1667年のアンドルーシウ条約によりウクライナのコサック国家がポーランドとロシアの間に分割されると、キエフを除いてドニプロ川の右岸に位置するコサック国家の領土はポーランドの支配下に置かれ、
「右岸ウクライナ」のと呼ばれるようになった。
1672年のブーチャチ条約に基づいて右岸ウクライナの地域はポーランド、トルコとコサック政権の間に分割されたが、1683年にトルコが第二次ウィーン包囲に失敗すると、1699年のカルロヴィッツ条約により右岸ウクライナ全体はポーランドの支配下に入った。18世紀にポーランドの政権はウクライナ・コサックの自治制を廃止し、現地のウクライナ人の庶民に弾圧を加えつづけた結果、1702年、1734年、1750年と1768年に右岸ウクライナでハイダマークを中心とした大規模な反ポーランドの蜂起が相次いだ。正教徒のウクライナ人を守るという名目で1789年の第2のポーランド分割が行われ、右岸ウクライナは正教のロシア帝国の領土となった。
1917年に右岸ウクライナはウクライナ人民共和国の一部となったが、1918年から1920年にかけて続いたウクライナの内戦期の末にボリシェヴィキ系のウクライナ・ソビエト社会主義共和国の領土となった。
現在、1991年にソ連から独立したウクライナが右岸ウクライナの全地域を領有している。